# Шарль I д’Эльбёф
Шарль I де Гиз-Лоррен (18 октября 1556 — 4 августа 1605) — французский государственный деятель, 3-й маркиз д’Эльбёф (1566—1582), 1-й герцог д’Эльбёф (1582—1605), граф д’Аркур (1566—1605), сеньор де Рьё, барон де Ансени и пэр Франции. Великий конюший Франции (1597—1605).

## Биография
Представитель рода Гизов, младшей ветви Лотарингского дома. Единственный сын Рене Лотарингского (1536—1566), 2-го маркиза д’Эльбёф (1550—1566) и графа д’Аркур (1557—1566), и Луизы де Рьё (1531—1570).
В декабре 1566 года после смерти своего отца Рене Шарль де Гиз унаследовал титулы маркиза д’Эльбёфа и графа д’Аркура. В 1582 году стал герцогом д’Эльбёфом и пэром Франции.
1 декабря 1581 года Шарль де Гиз стал кавалером Ордена Святого Духа, но арестован на следующий день после убийства герцога Генриха де Гиза. После освобождения присоединился к Католической Лиге и воевал против короля Генриха Наваррского, который в 1589 году стал королём Франции. Только в 1594 году Шарль де Гиз примирился с французским королём Генрихом IV Бурбоном, получил от него пост губернатора Пуату и с тех пор стал его верным слугой.

## Семья и дети
5 февраля 1583 года женился на Маргарите Шабо (1565—1652), дочери Леонора Шабо (1526—1597), графа де Шарни, и Франсуаз де Рье. Супруги имели шесть детей:
- Клод Элеонора Лотарингская (1582 — 1 июля 1654), мадемуазель д’Эльбёф до своего брака в 1600 году с Луи Гоффиер (1572—1642), 4-м герцогом де Роаннас
- Генриетта Лотарингская (1592 — 24 января 1669), аббатиса Суассона
- Шарль Лотарингский (5 ноября 1596 — 5 ноября 1657), 2-й герцог д’Эльбёф (1605—1657)
- Франсуаза Лотарингская (1598 — 9 декабря 1626), не была замужем
- Генрих Лотарингский (20 марта 1601 — 25 июля 1666), граф д’Аркур, д’Арманьяк и де Брионн
- Екатерина Лотарингская (1605 — 30 января 1611).